# Julia Clukey
Julia Clukey, née le 29 avril 1985 à Augusta (Maine) est une lugeuse américaine qui a commencé sa carrière en 2002.

## Carrière
En 2009, elle finit cinquième des Championnats du monde de Lake Placid son meilleur résultat dans cette compétition à ce jour.
Elle a participé ensuite à une édition des Jeux olympiques d'hiver en 2010 où elle prend la 17e place.
La lugeuse atteint pour la première fois le podium lors de la saison 2012-2013 à Lake Placid, elle se classe finalement sixième au général.
Clukey n'a pas réussi à se qualifier pour les Jeux olympiques d'hiver de 2014, bien que mieux classée dans les classements mondiaux que ses compatriotes.